# Montreuil-la-Cambe
Montreuil-la-Cambe é uma comuna francesa na região administrativa da Normandia, no departamento Orne. Estende-se por uma área de 9,33 km². Em 2010 a comuna tinha 65 habitantes (densidade: 7 hab./km²).